# Dic-dic de Kirk
El dic-dic de Kirk (Madoqua kirkii) és una espècie de mamífer artiodàctil bòvid que viu a l'est i el sud-oest d'Àfrica. Es caracteritza per ser un dels antílops més petits que existeixen, amb només 70 centímetres de llargada. Viu en zones de matollar.

## Descripció
El dic-dic de Kirk és un antílop atípic. Manca de les banyes típiques dels bòvids, però en lloc d'això té una cresta de pèl al front. Té un nas que sembla un musell curt. Es caracteritza pels seus grans ulls i orelles, sempre en alerta. Les seves potes primes li proporcionen una agilitat excepcional. Com molts antílops, té una cua curta i un pelatge marró.

## Subespècies
Habitualment es distingeixen quatre subspècies de dic-dic de Kirk, però en realitat podrien representar tres o més espècies distintes:
- M. k. kirkii
- M. k. cavendishi
- M. k. damarensis
- M. k. hindei

## Galeria

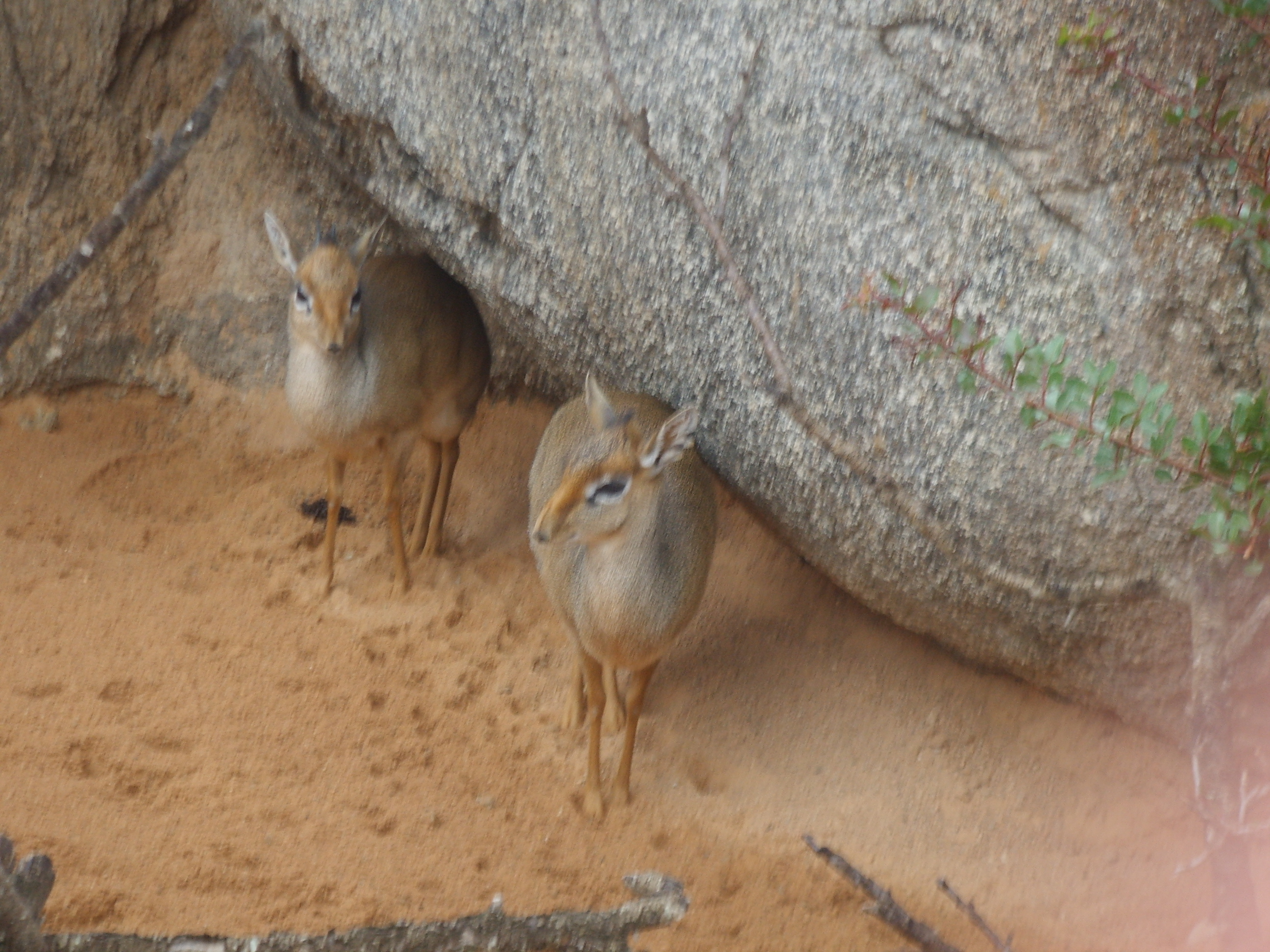
Parell de dic-dics de Kirk al Bioparc de València
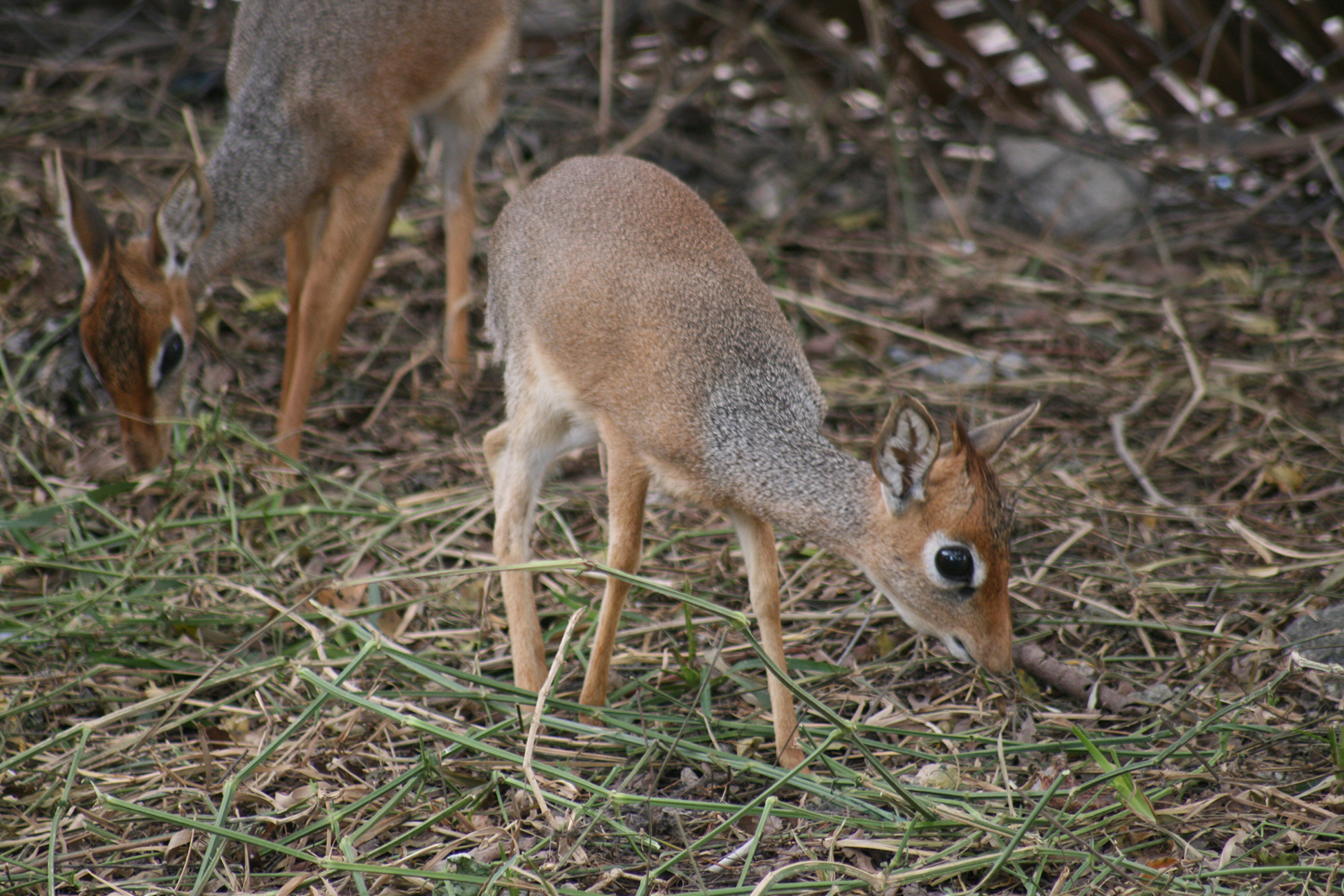
Dic-dics de Kirk menjant herba a Tanzània
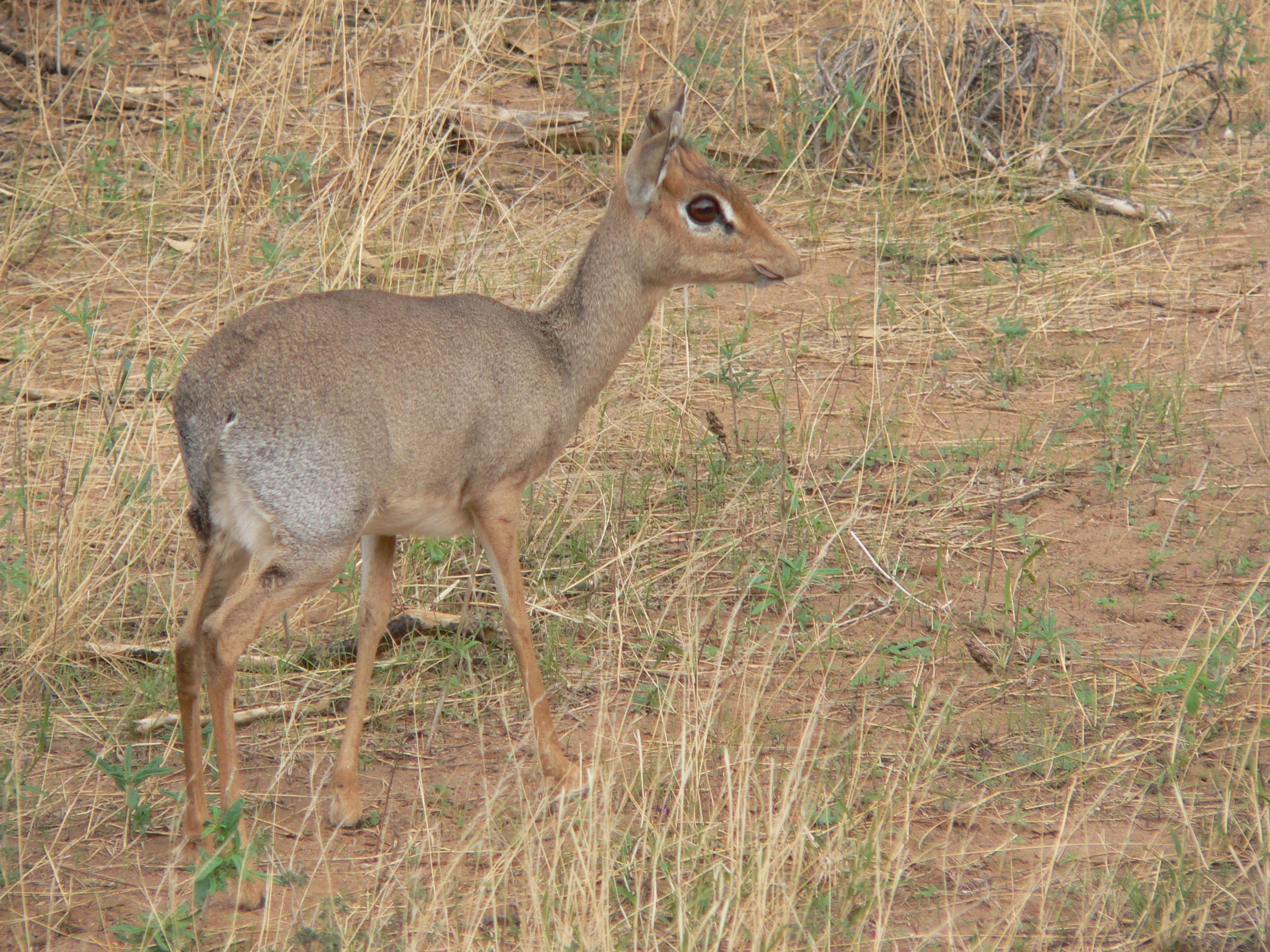
Dic-dic a Samburu
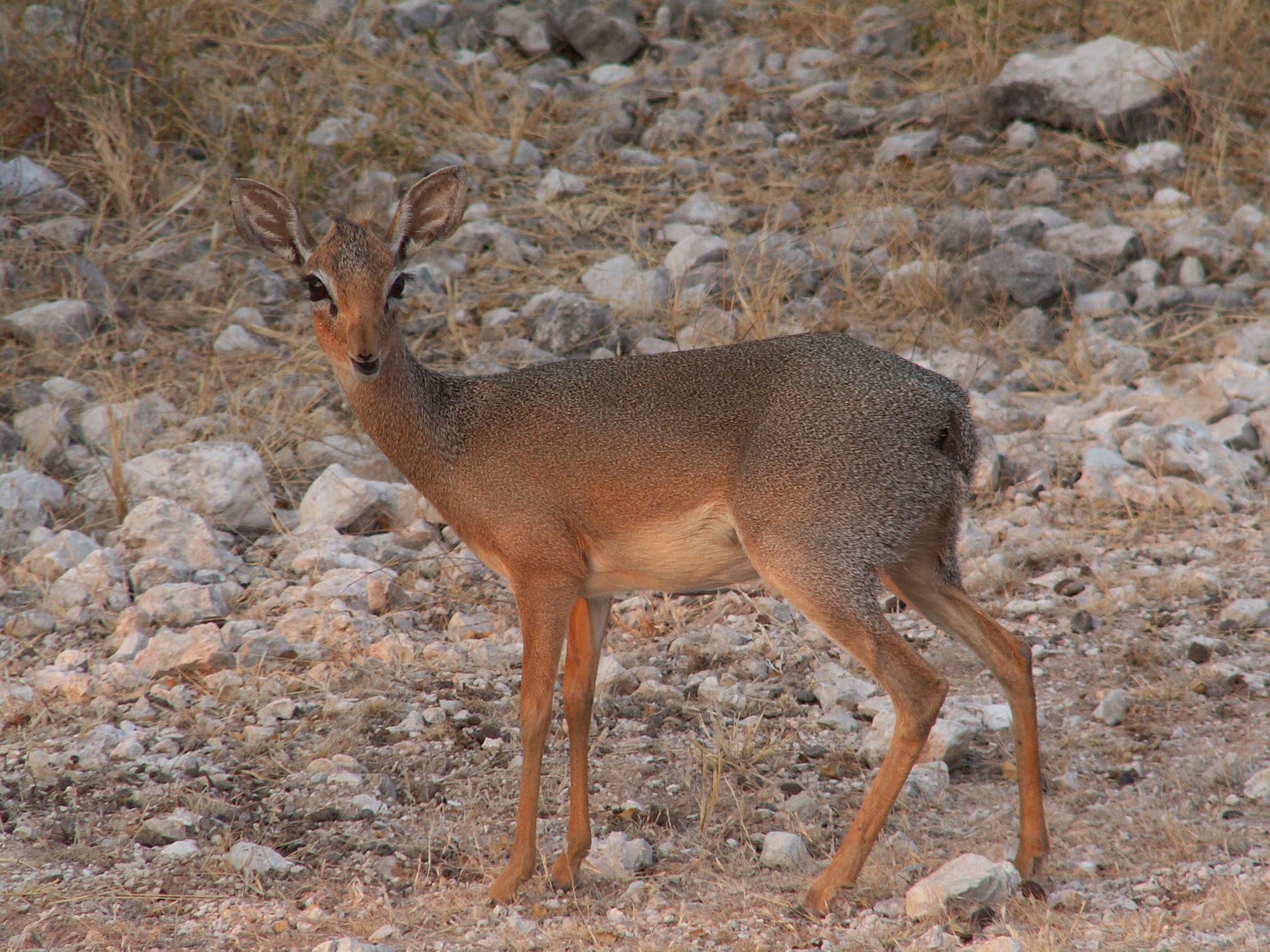
Dic-dic a Namíbia
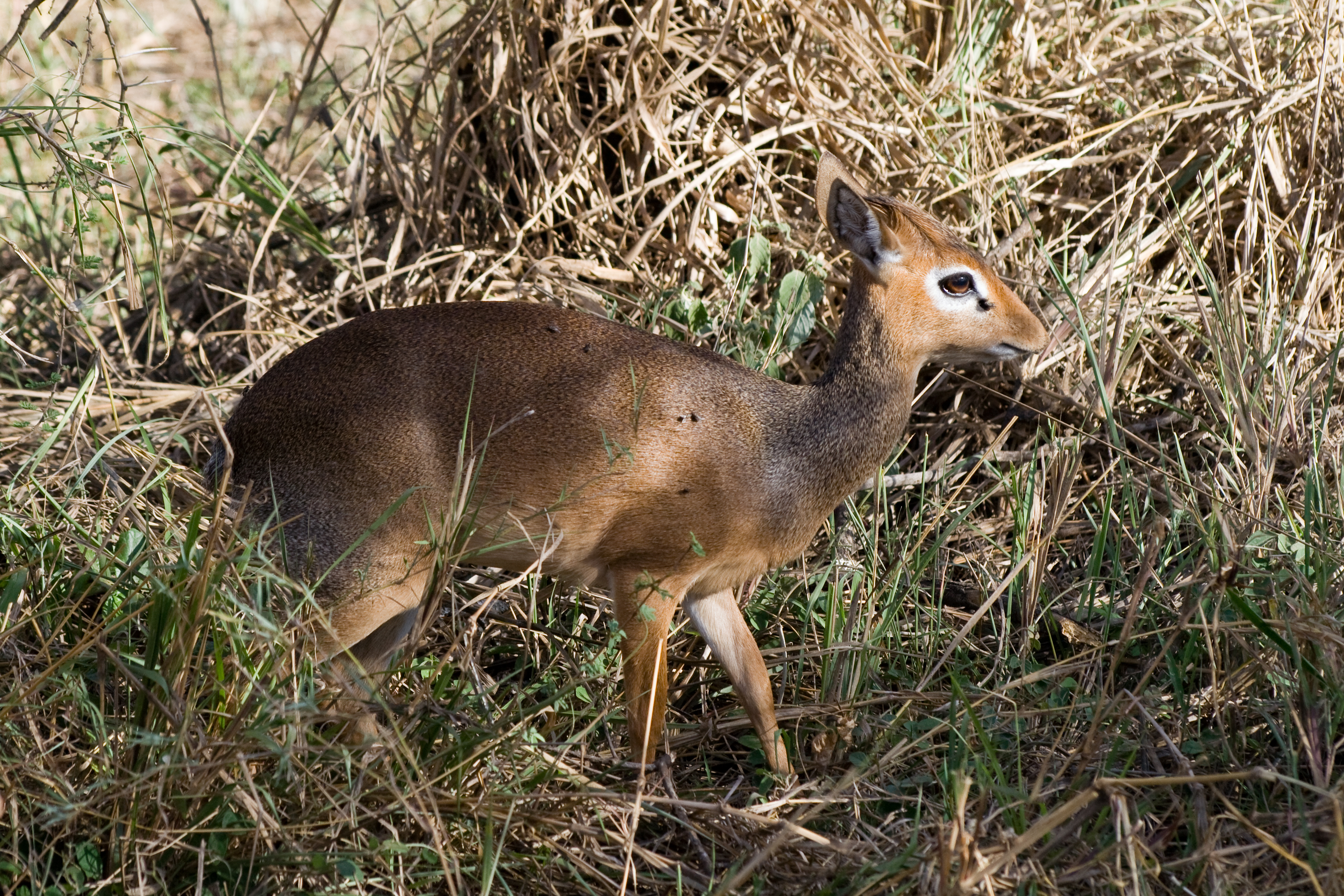
Dic-dic al Serengeti
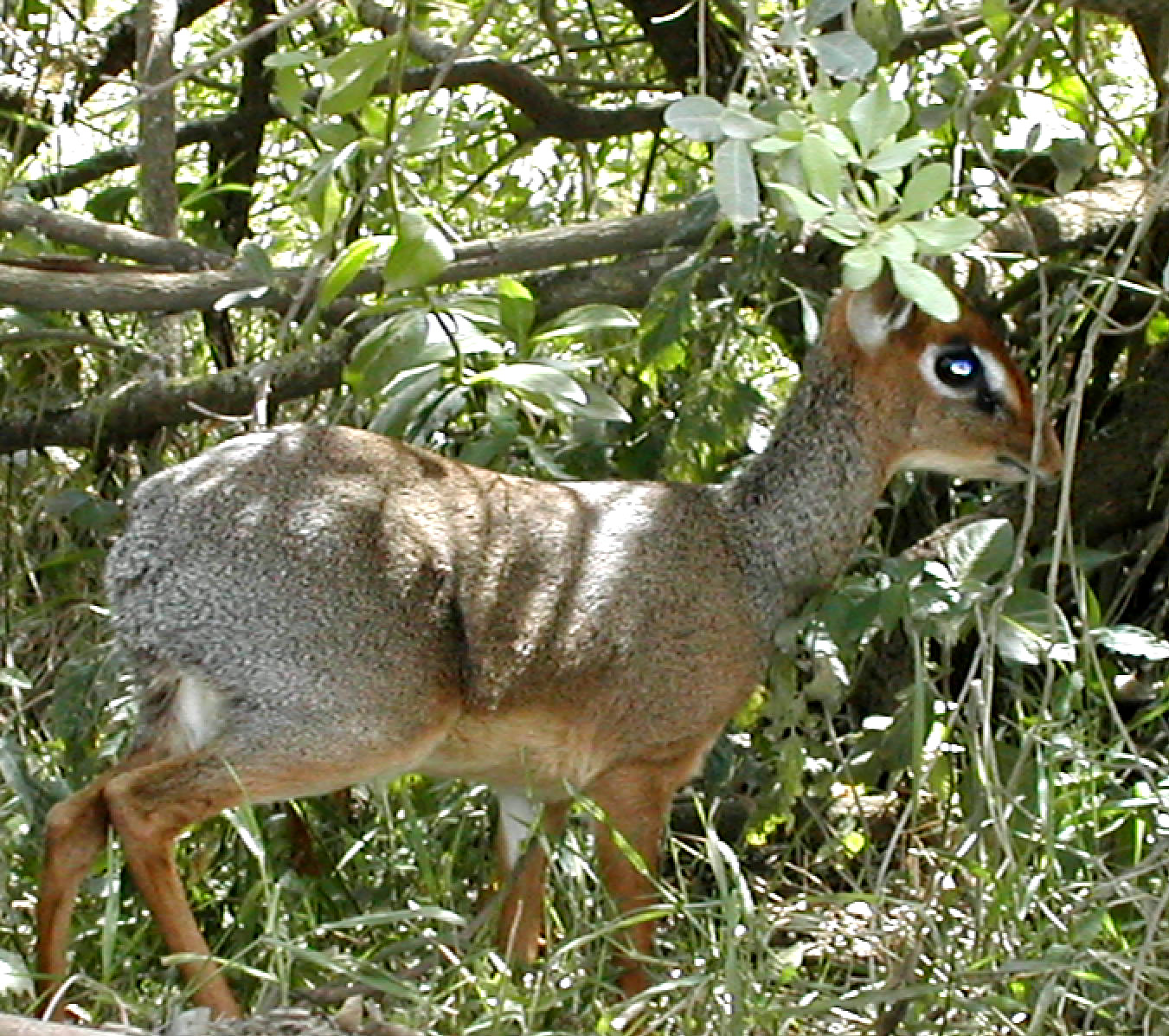
Dic-dic a Masai Mara (Kenya)